# ザ・島本
『ザ・島本』（ザ・しまもと）は、徳間書店刊行の漫画家島本和彦の短編集。

## 収録作品

### 太陽の戦士ウインドブレーカーX
『週刊少年サンデー増刊号』1986年9月号掲載。少女が転校するまで制服を守りぬく主人公を描く作品。

### ほとんどヒーロー
『週刊少年サンデー』1983年10号から14号まで短期集中連載。島本の『週刊少年サンデー』本誌初掲載作品。原作なしでの初連載作品でもある。増刊号で連載されていた『風の戦士ダン』（原作：雁屋哲）と同時に進行された作品だが、作品の雰囲気は大きく異なる。
第1話「朝の全力疾走」はオール2色で掲載された。なお、第3話「勇者の復活」は雑誌掲載時は6ページ目がカットされていたが、『ザ・島本』では掲載されている。
眠 勇士（ねむり ゆうじ）
気づかれずに居眠りする能力を持つ。

### 恋の資格がナッシング
『ちゃお』1987年5月号掲載。島本の『ちゃお』初掲載作品。作者の他の作品と比べると、比較的少女漫画風の絵柄になっている。

### あとがき漫画
初版には掲載されず、第2版から掲載。